# The Unforgiven II
Singles de Metallica
The Memory Remains
(1997) Fuel
(1998)
The Unforgiven II est une chanson de Metallica écrite par James Hetfield, Lars Ulrich, et Kirk Hammett qui apparaît dans l'album ReLoad. C'est une suite de "The Unforgiven" (qui apparaît sur Metallica). Le nom peut être un jeu de mots sur les paroles "you're unforgiven too." La chanson a depuis été suivie par une troisième version, "The Unforgiven III", de l'album Death Magnetic.
Ce morceau n'avait été interprété qu'une seule fois en live lors du show TV des Billboard awards le 8 décembre 1997. Ce n'est que 18 ans plus tard, le 29 mai 2015, que Metallica inclut pour la première fois "The Unforgiven II" dans la setlist d'un concert. Ce soir-là, le morceau est interprété en sixième position au Veltins Arena à Gelsenkirchen en Allemagne lors du festival Rock im Revier é 2015.
La chanson a été jouée le 14 décembre 2024, à l'occasion du concert en bénéfice de la All within My Hands foundation, le morceau n'avait pas été joué depuis 2015

## Titres
CD single 1
1. The Unforgiven II
2. Helpless (Live)
3. The Four Horsemen (Live)
4. Of Wolf and Man (Live)

CD single 2
1. The Unforgiven II
2. The Thing That Should Not Be (Live)
3. The Memory Remains (Live)
4. King Nothing (Live)

CD single 3
1. The Unforgiven II
2. The Thing That Should Not Be (Live)
3. The Memory Remains (Live)
4. No Remorse (Live)
5. Am I Evil? (Live)
6. The Unforgiven II (Demo)

The Unforgiven 2, Pt. 3
1. The Unforgiven II
2. The Thing That Should Not Be (Live)

## Formation
- James Hetfield: chants et guitare rythmique
- Lars Ulrich: batterie
- Kirk Hammett: guitare solo
- Jason Newsted: basse

## Classements hebdomadaires
| Classement (1998)                         | Meilleure position |
| ----------------------------------------- | ------------------ |
| Allemagne (GfK Entertainment)             | 23                 |
| Australie (ARIA)                          | 9                  |
| Autriche (Ö3 Austria Top 40)              | 18                 |
| Belgique (Flandre Ultratop 50 Singles)    | 45                 |
| États-Unis (Billboard Hot 100)            | 59                 |
| États-Unis (Mainstream Rock Tracks chart) | 2                  |
| Finlande (Suomen virallinen lista)        | 1                  |
| France (SNEP)                             | 89                 |
| Irlande (IRMA)                            | 14                 |
| Norvège (VG-lista)                        | 8                  |
| Nouvelle-Zélande (RMNZ)                   | 22                 |
| Pays-Bas (Single Top 100)                 | 16                 |
| Royaume-Uni (UK Singles Chart)            | 15                 |
| Royaume-Uni (UK Rock Chart)               | 1                  |
| Suède (Sverigetopplistan)                 | 8                  |